# Bolidiana trivirga
Bolidiana trivirga är en insektsart som beskrevs av Nielson 1979. Bolidiana trivirga ingår i släktet Bolidiana och familjen dvärgstritar. Inga underarter finns listade i Catalogue of Life.